# Associazione Sportiva Fanfulla 1948-1949
Questa voce raccoglie le informazioni riguardanti l'Associazione Sportiva Fanfulla nelle competizioni ufficiali della stagione 1948-1949.

## Stagione
Dopo la retrocessione della scorsa stagione, immediato il riscatto del Fanfulla che con 56 punti vince il campionato di Serie C, girone A, con un solo punto di vantaggio sul Savona e risale Serie B.

## Rosa
| N. |                   | Ruolo | Calciatore      |
| -- | ----------------- | ----- | --------------- |
|    | Italia (bandiera) | C     | Renzo Angelini  |
|    | Italia (bandiera) | D     | Mario Antozzi   |
|    | Italia (bandiera) | A     | Mario Bandirali |
|    | Italia (bandiera) | A     | Edos Barbini    |
|    | Italia (bandiera) | D     | Mario Burini    |
|    | Italia (bandiera) | A     | Egidio Capra    |
|    | Italia (bandiera) | C     | Luciano Lardini |
|    | Italia (bandiera) | A     | Natale Dalcerri |
|    | Italia (bandiera) | C     | Pietro Cesari   |

| N. |                   | Ruolo | Calciatore             |
| -- | ----------------- | ----- | ---------------------- |
|    | Italia (bandiera) | C     | Luigi Galliani         |
|    | Italia (bandiera) | A     | Giacinto Goldaniga     |
|    | Italia (bandiera) | C     | G. Meloncelli          |
|    | Italia (bandiera) | P     | Gianbattista Servidati |
|    | Italia (bandiera) | P     | Ermanno Villani        |
|    | Italia (bandiera) | C     | Luigi Sichel           |
|    | Italia (bandiera) | C     | Mario Sichel           |
|    | Italia (bandiera) | C     | Mario Taiana           |
|    | Italia (bandiera) | D     | Erminio Teruzzi        |